# Artur de Azevedo
Artur Nabantino Gonçalves de Azevedo, brazilski pisatelj, pesnik in dramatik, * 7. julij 1855, São Luiz, † 1908, Rio de Janeiro.
Njegovo najpomembnejše delo je igra A capital federal (1897).